# 多賀城
多賀城（たがじょう）は、宮城県多賀城市にあった古代城柵。国の特別史跡に指定され（指定名称は「多賀城跡 附 寺跡」）、出土品は国の重要文化財に指定されている。多賀柵（たかのき）とも。
奈良時代より陸奥国府や鎮守府が置かれ、平安時代（11世紀中頃）まで東北地方の政治・軍事・文化の中心地であった。

## 概要

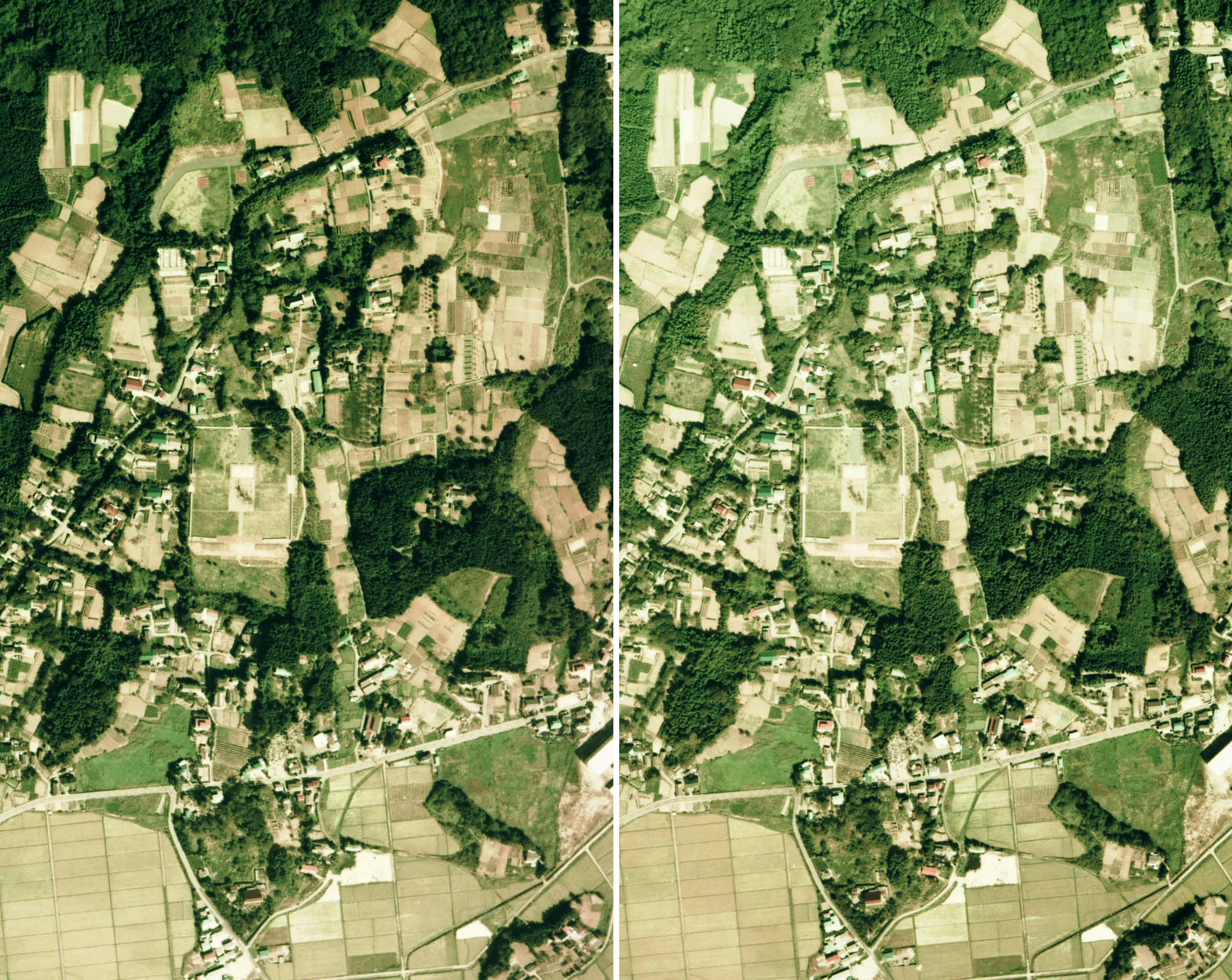
多賀城のステレオ空中写真（1975年）

奈良平城京の律令政府が蝦夷を支配するため、軍事拠点として松島丘陵の南東部分である塩釜丘陵上に設置した。平時は陸奥国を治める国府（役所）として機能した。周辺はかつて「潟の世界」が想定されていたが、BP1900～1500年にはすでに潟湖的環境は存在せず、かつて「潟」が存在した証拠の一つと例示された砂押川最下流部の「塩入」「塩留」「塩窪」などの地名についても再検討されている。
創建は神亀元年（724）、按察使大野東人が築城したとされる。8世紀初めから11世紀半ばまで存続し、その間大きく4回の造営が行われた。第1期は724年 - 762年、第2期は762年 - 780年で天平宝字6年（762）藤原恵美朝狩が改修してから宝亀11年（780）伊治公砦麻呂の反乱で焼失するまで、第3期は780年 - 869年で焼失の復興から貞観11年（869年）の大地震（貞観地震）による倒壊および溺死者千人ばかりを出した城下に及ぶ津波被災まで、第4期は869年 - 11世紀半ばで地震及び津波被災からの復興から廃絶までに分けられる。なお、多賀城の「城」としての記載は『日本三代実録』にある貞観津波の「忽至城下」が最後であり、翌貞観12年の同書には「修理府」、藤原佐世『古今集註孝経』の寛平6年（894）朱書「在陸奥多賀国府」ほかに「府」あるいは「多賀国府」と記載。
多賀城創建以前は、仙台郡山遺跡（現在の仙台市太白区）が陸奥国府であったと推定される。この国府のほか鎮守府が置かれ、政庁や食料貯蔵用の倉などを設け、附属寺院が築かれていた。霊亀2年（716）には、移民によって黒川以北十郡（黒川・賀美・色麻・富田・玉造・志太・長岡・新田・小田・牡鹿）が成立し、神亀元年（724）には陸奥国府は仙台郡山遺跡から多賀城に移された。北方の備えとして石巻平野から大崎平野にかけては天平五柵（牡鹿柵・新田柵・玉造柵・色麻柵・不明の１柵）を設置、これらは養老4年（720）、石背国・石城国・陸奥国に三分された陸奥国をふたたび統合し、多賀城という新国府の建設により、弱体化した陸奥国の支配強化を図った。これにより、奈良時代の日本では平城京を中心に、南に大宰府、北に鎮守府兼陸奥国府の多賀城を建てて一大拠点とした。
多賀城跡とその周辺の調査が昭和36年（1961）から開始され、外郭は東辺約1000m、西辺約700m、南辺約880m、北辺約860m、築地塀（ついじべい）や柵木列をめぐらせた政庁域が確認された。その中心からやや南寄りに東西約106m、南北約170mの築地塀で囲んだ区域があり、主要な建物の跡と見られる礎石や柱穴が多数確認され、正殿と考えられた。政庁の南東方向に「多賀城廃寺」（北緯38度17分58秒 東経140度59分53.5秒 / 北緯38.29944度 東経140.998194度）、政庁正殿の北側には延喜式内社の多賀神社（六月坂）がある。
多賀城政庁東門跡（北緯38度18分36秒 東経140度59分29.3秒 / 北緯38.31000度 東経140.991472度）に隣接して陸奥国百社を祀る陸奥総社宮がある。陸奥国一宮（いちのみや）鹽竈神社（塩竃神社）を精神的支柱として、松島湾・千賀ノ浦（塩竃湊）を国府津とする。都人憧憬の地となり、歌枕が数多く存在する。政庁がある丘陵の麓には条坊制による都市が築かれ、砂押川の水上交通と東山道の陸上交通が交差する土地として繁栄した。
1966年4月11日、遺跡は国の特別史跡に指定された。その後も発掘調査が進展した結果、多賀城跡一帯とともに多賀城廃寺跡、館前遺跡（北緯38度18分4.5秒 東経140度59分34.5秒 / 北緯38.301250度 東経140.992917度）、柏木遺跡（北緯38度17分41秒 東経141度2分20秒 / 北緯38.29472度 東経141.03889度）、山王遺跡（北緯38度17分59秒 東経140度58分43.5秒 / 北緯38.29972度 東経140.978750度）などを含む範囲が追加指定されている。
2025年現在、多賀城市は政庁を木造復元する計画がある。

## 歴史
- 神亀元年（724年）- 大野東人によって創建される（多賀城碑）。
- 天平9年（737年）- 『続日本紀』に北方を固める「天平五柵」とともに「多賀柵」として初出。天平五柵とは、石巻平野から大崎平野にかけて造営された牡鹿柵・新田柵・玉造柵・色麻柵の四柵と不明の一柵（伊東信雄は第五の柵に小田郡中山柵[18]を充てた[19]）。
- 天平宝字6年（762年）- 藤原朝狩によって大規模に修造される（多賀城碑[20]）。
- 宝亀11年（780年）- 伊治呰麻呂の乱で焼失した後に、再建された事が書かれている[要説明]。
- 延暦21年（802年）- 坂上田村麻呂が蝦夷への討伐を行い、戦線の移動に伴って鎮守府も胆沢城（岩手県奥州市）へ移され、兵站的機能に変わったと考えられる。
- 貞観11年（869年）- 陸奥国で巨大地震（貞観地震）が起こり、地震被害とともに城下は津波によって被災し、死者を千人ほど出した（『日本三代実録』）。この後、｢多賀国府」として復興[6]。
- 11世紀前半 - かろうじて維持された国府政庁は、11世紀後半に政庁隣接地に平場を設けると、政庁に代わる宴会儀礼の場を整備し、国府中枢としての機能は大きく変質する[21]。
- 11世紀後半 - 前九年の役や後三年の役においても軍事的拠点として機能したが、承徳元年（1097年）に陸奥国府が焼失。
- 養和元年（1181年）- 陸奥国府および「高用名」[注 7]を拠点とする勢力は、平泉の藤原秀郷を陸奥守として迎え入れ、八幡館（末の松山）および開発低湿地[注 8]に拠点を置く陸奥介らの勢力と決別する。前者の多賀国府の勢力は文治5年（1189年）の奥州合戦および大河兼任の乱で没落していったが、後者を拠点とする陸奥介は鎌倉幕府から地頭職を得て、鎌倉に屋地を得るまでになる[22]。八幡荘は鎌倉将軍家を本所とする関東御領として存続した可能性が強い[23]。
- 永仁7年（1299年）- 2月朔日、大檀那介平景綱が奥州末松山八幡宮に鐘を奉納している[25]。
- 南北朝時代には、後醍醐天皇率いる建武政府において陸奥守に任じられた北畠顕家、父の北畠親房らが義良親王（後村上天皇）を奉じて多賀城へ赴き、ここに東北地方および北関東を支配する陸奥将軍府が設置された。
- 昭和36年（1961年）- 多賀城跡とその周辺の調査が始まる[26]。
- 昭和41年（1966年）- 4月11日、遺跡は国の特別史跡に指定される[15]。
- 平成28年（2016年）- 特別史跡指定から50年を迎える[26]。
- 令和4年（2022年）- 10月9日、多賀城跡城前官衙など10棟が復元整備完了[27]。
- 令和5年（2023年）- 外郭南門の本体の木造復元が完了。
- 令和6年  (2024年)  -  外郭南門の築地塀2棟の木造復元が完了[28]。

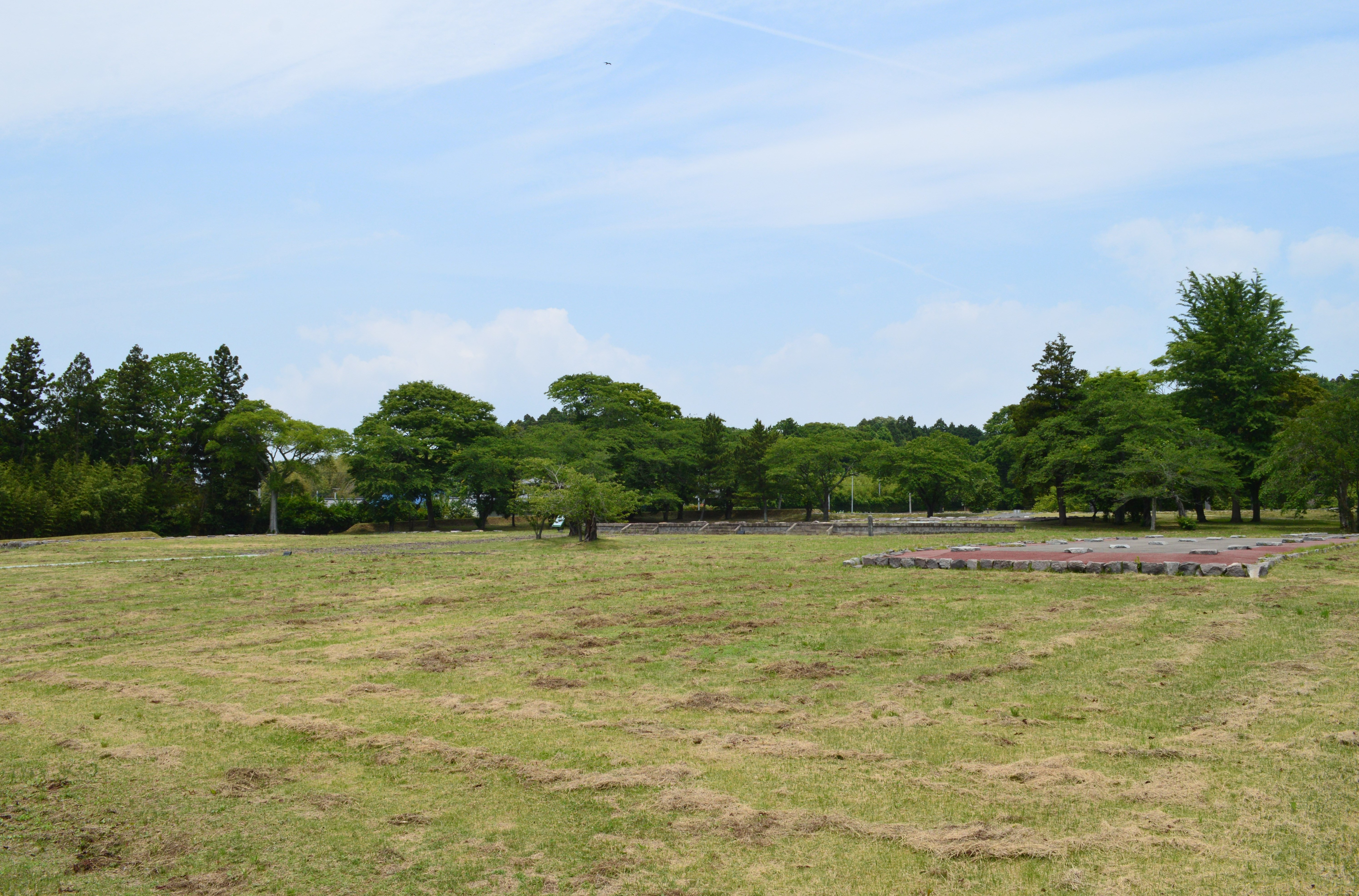
政庁跡全景 現在は全盛期のII期政庁を復元表示。右に (a) 東脇殿、左端に (b) 西脇殿、中央奥に (c) 正殿。
II期政庁跡 復元模型 多賀城政庁跡で展示。
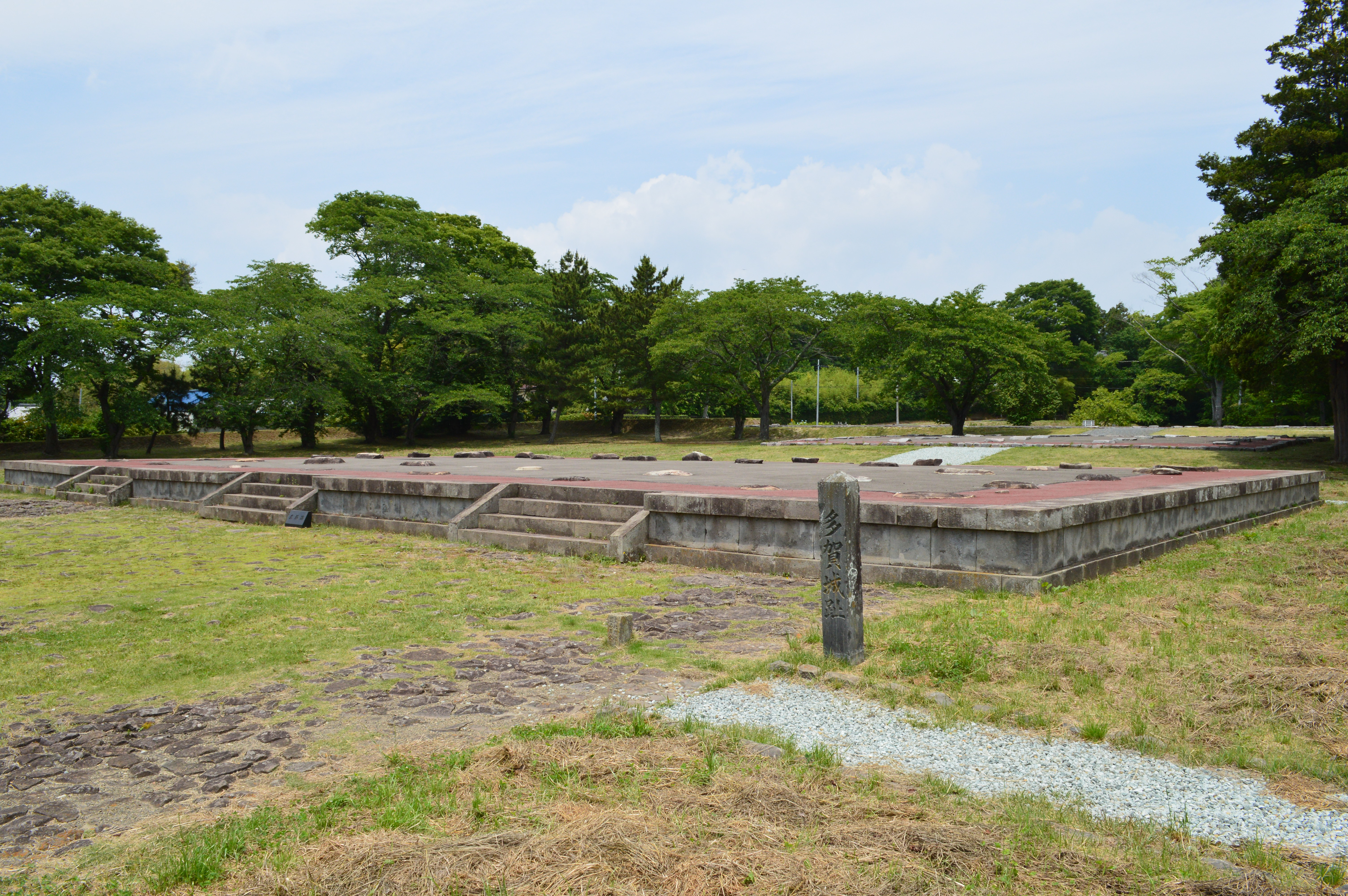
(c) 正殿
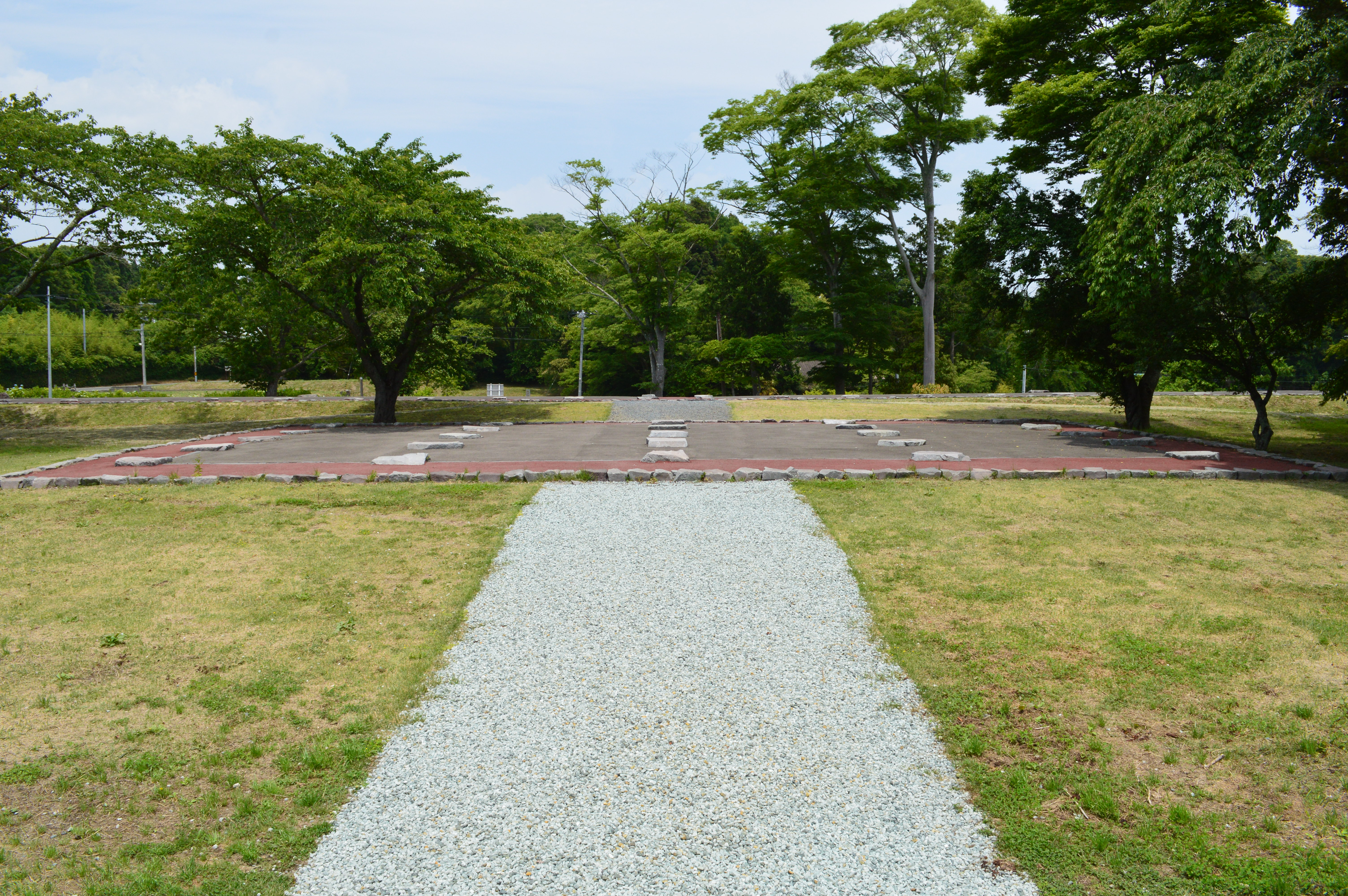
後殿
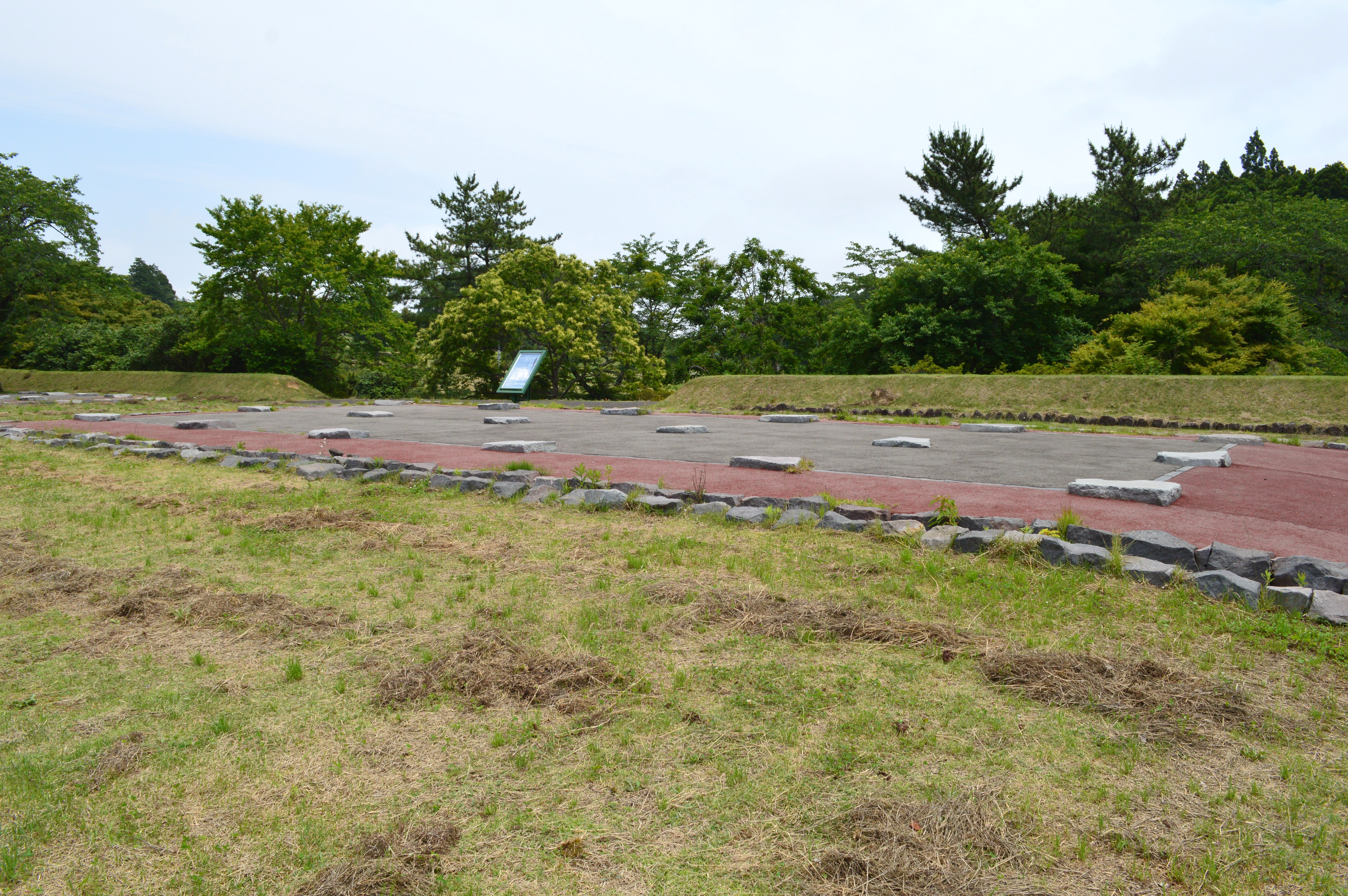
(a) 東脇殿
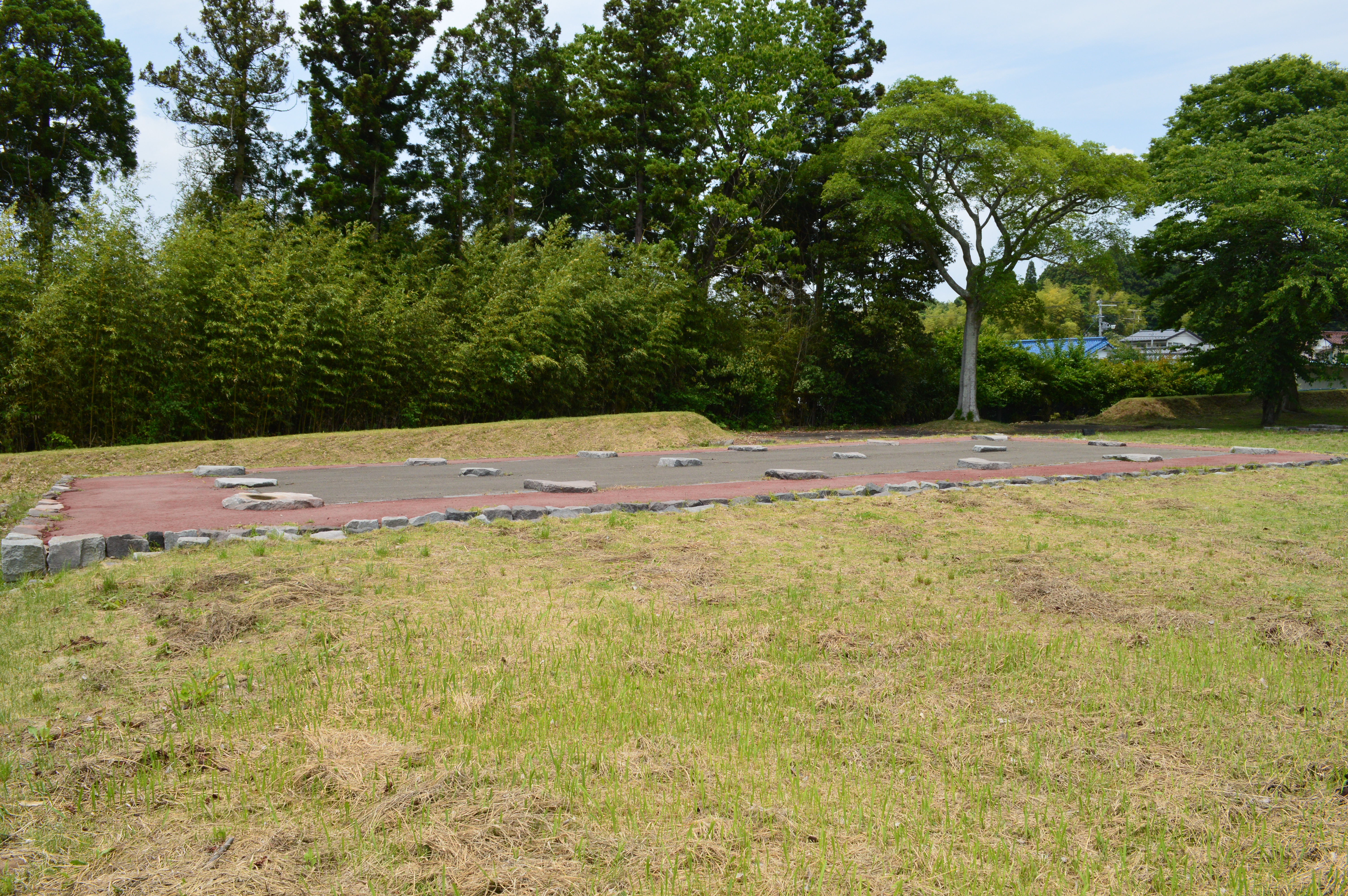
(b) 西脇殿
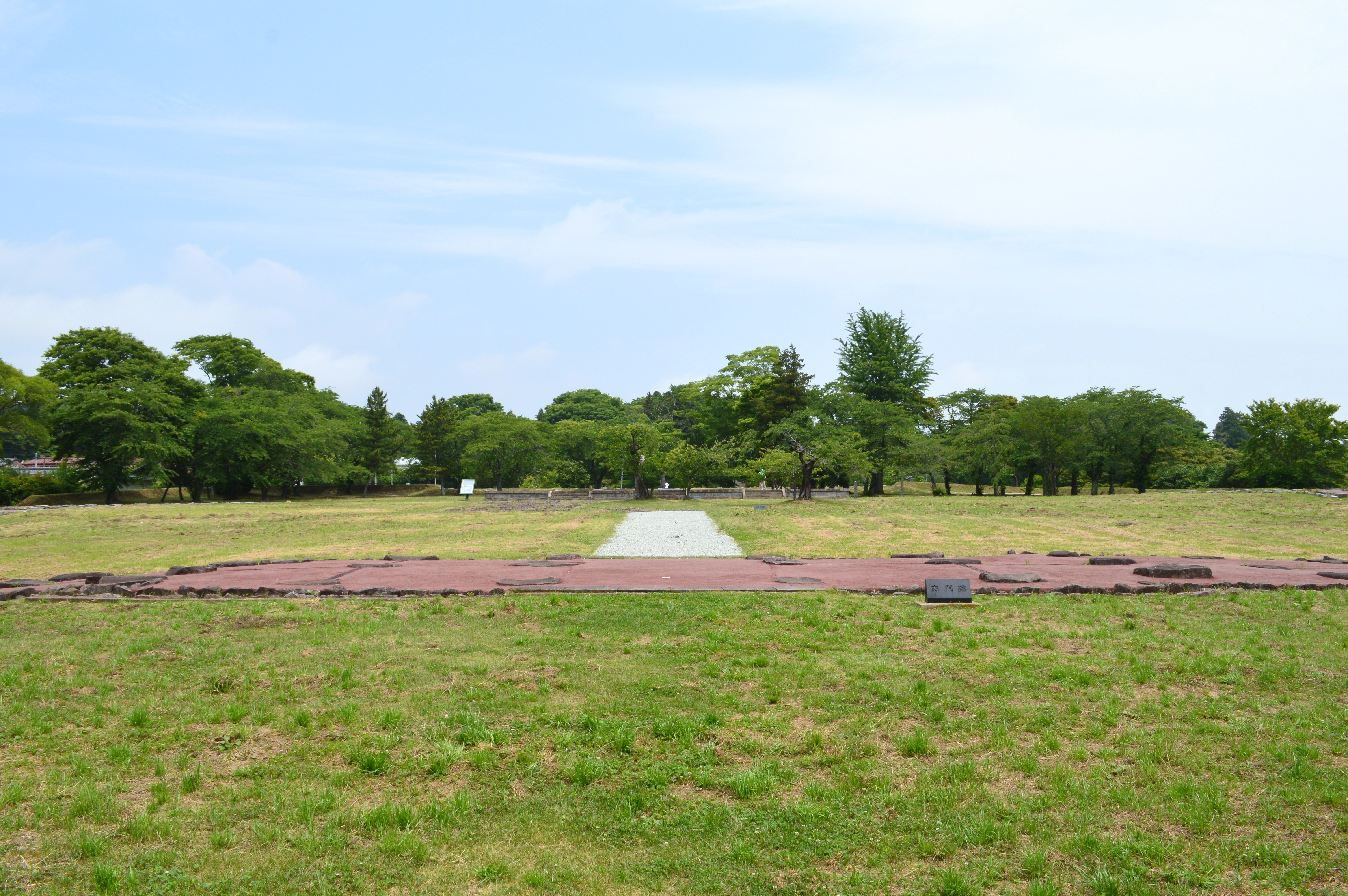
南門
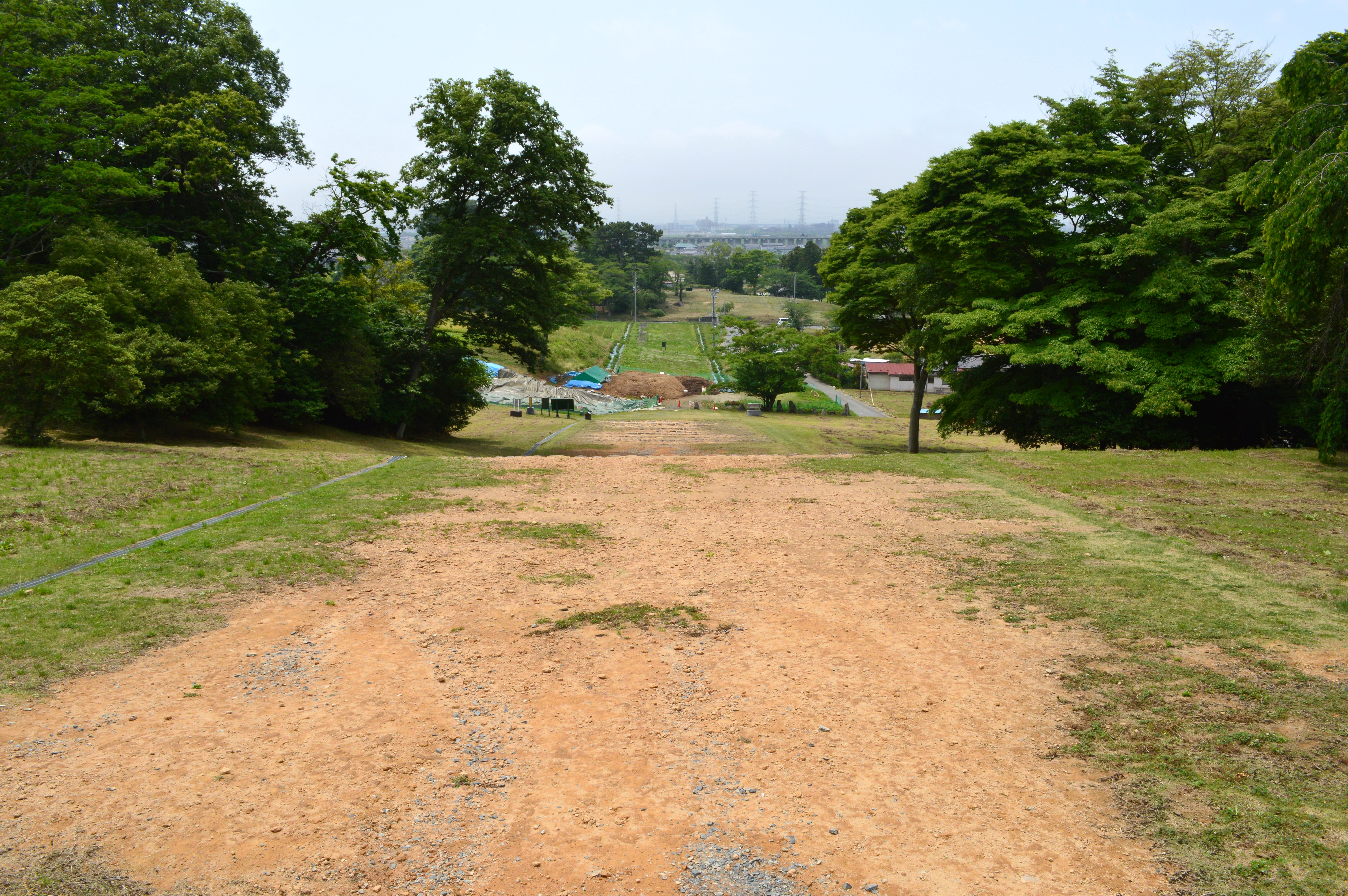
政庁から外郭南門への道路
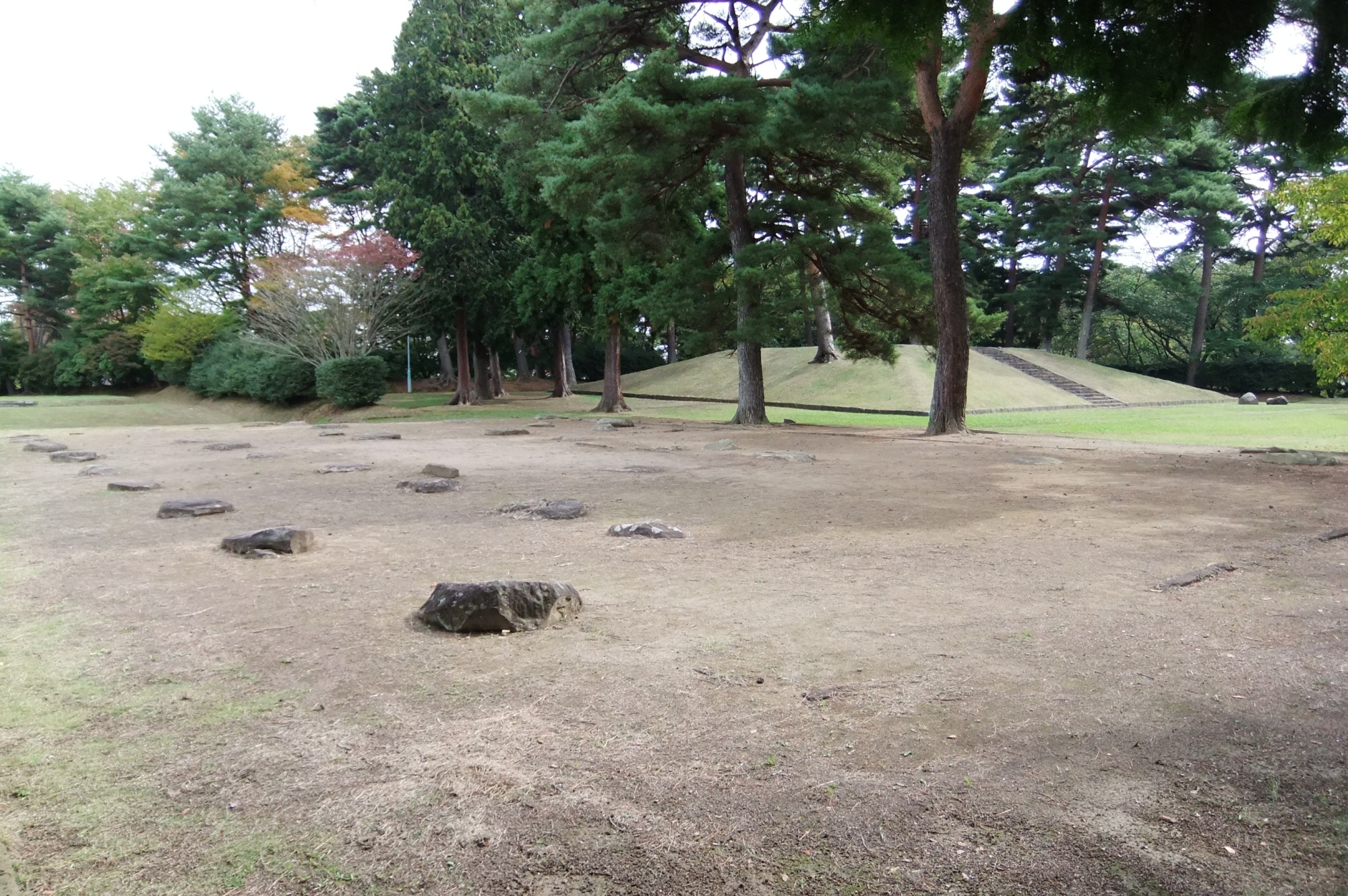
多賀城廃寺跡
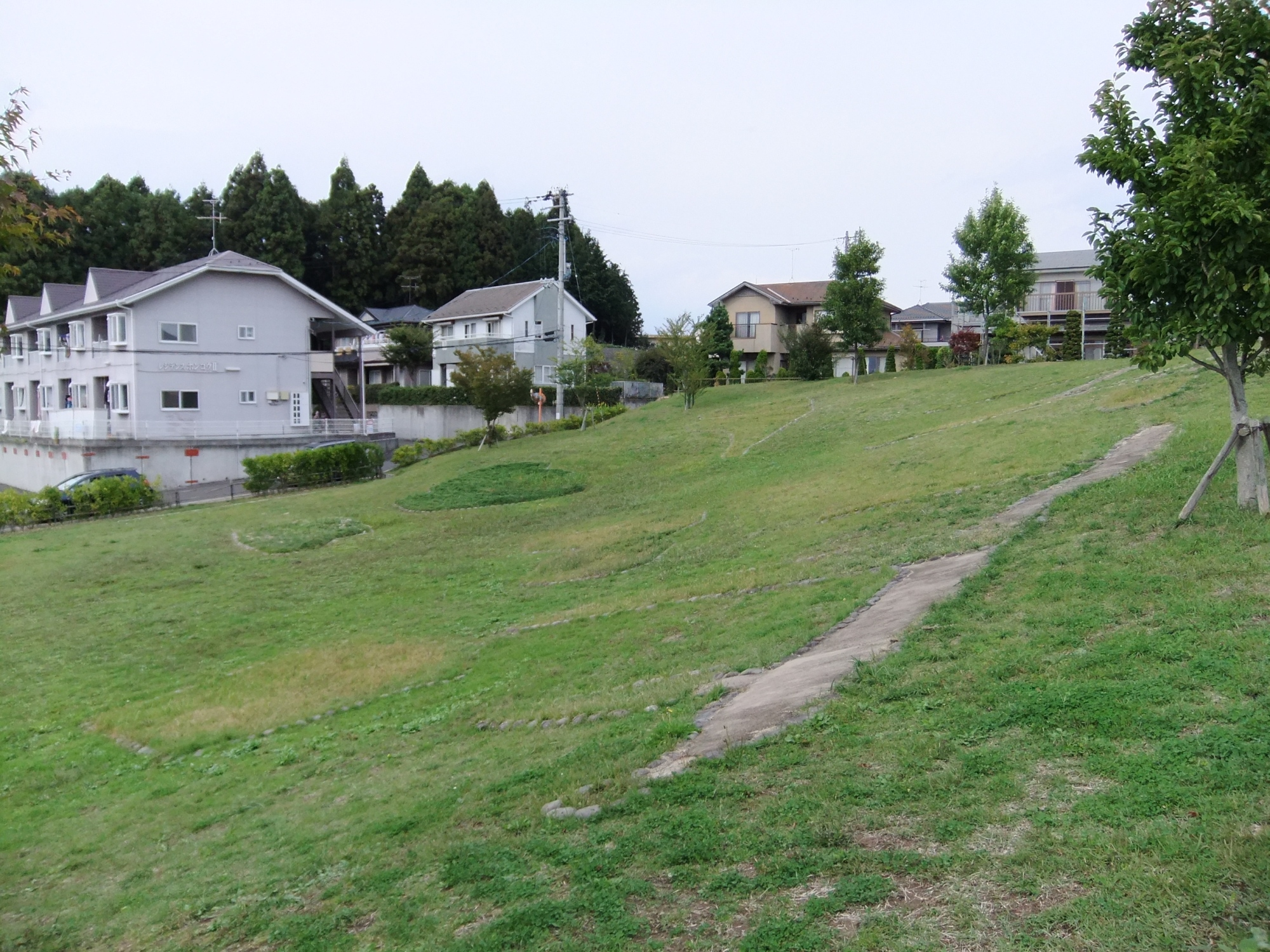
柏木遺跡（製鉄所跡）
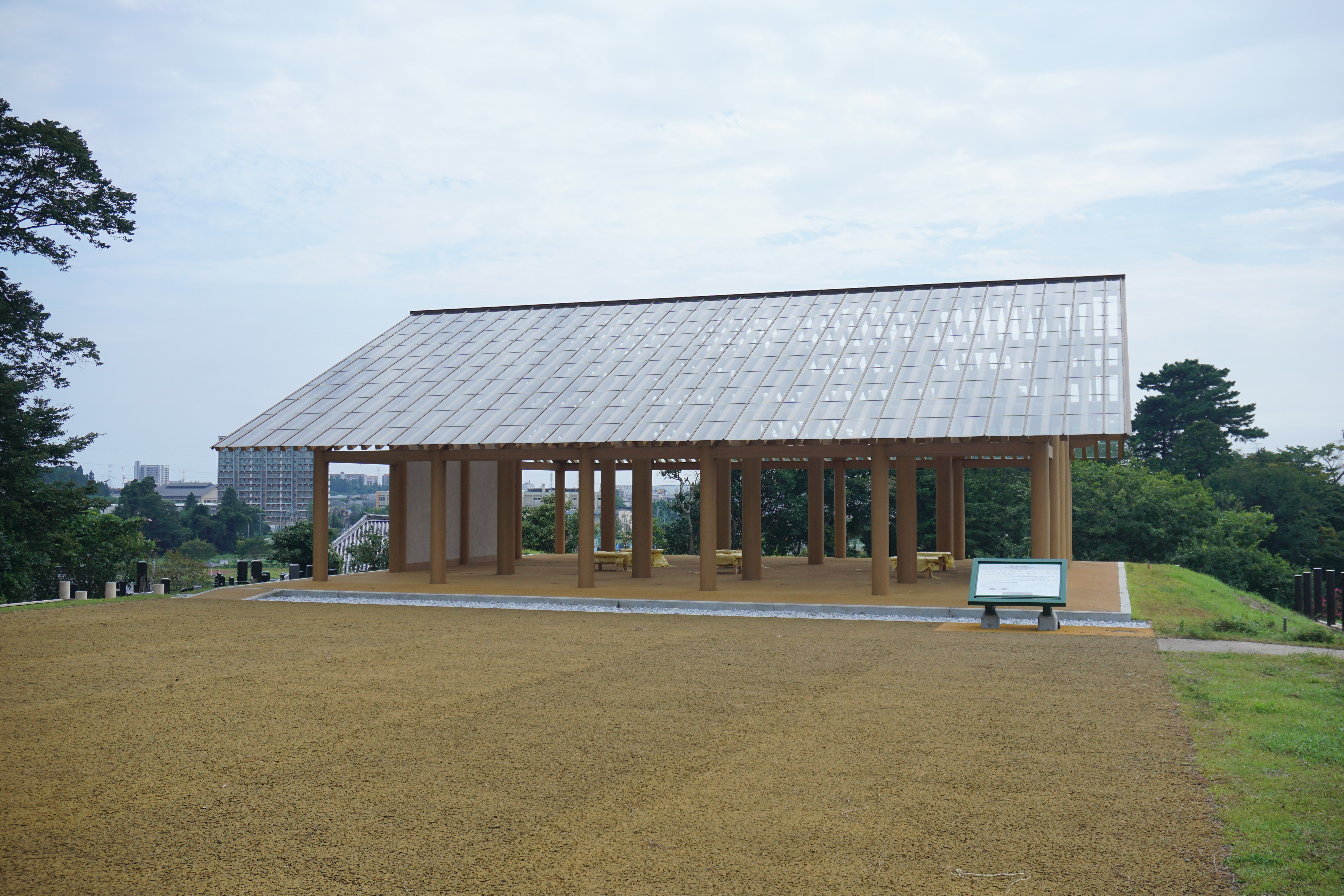
城前地区復元官衙
復元外郭南門

## 文化財

### 国宝
- 多賀城碑（古文書） - 1998年（平成10年）6月30日に国の重要文化財に指定、2024年（令和6年）8月27日に国宝に指定[29]。

### 国の特別史跡
- 多賀城跡 附 寺跡
1922年（大正11年）10月12日、国の史跡に指定。
1965年（昭和40年）4月17日、史跡範囲の追加指定。
1966年（昭和41年）4月11日、国の特別史跡に指定。
1974年（昭和49年）2月18日・1978年（昭和53年）11月21日・1980年（昭和55年）3月24日・1984年（昭和59年）3月27日・1990年（平成2年）6月28日・1993年（平成5年）9月22日、史跡範囲の追加指定。

### 重要文化財（国指定）
- 多賀城跡出土漆紙文書 151点（古文書） - 2022年（令和4年）3月22日指定。
- 多賀城跡出土木簡 450点（古文書） - 2023年（令和5年）6月27日指定。
- 多賀城関連遺跡群出土木簡 105点（古文書） - 多賀城市埋蔵文化財調査センター保管。2024年（令和6年）8月27日指定[30]。
- 多賀城関連遺跡群出土漆紙文書 29点（古文書） - 多賀城市埋蔵文化財調査センター保管。2024年（令和6年）8月27日指定[30]。
- 宮城県多賀城跡出土品（考古資料） - 明細は後出。宮城県多賀城跡調査研究所・東北歴史博物館保管。2024年（令和6年）8月27日指定[30]。

多賀城政庁・官衙跡出土
- 瓦塼 277点
- 陶磁器・土器 316点
- 墨書土器・刻書土器 84点
- 土製品 65点
- 石製品 19点
- 木製品 63点
- 金属製品 105点
- 漆漉布 2点
- 卜骨 2点

多賀城廃寺跡出土
- 瓦 81点
- 陶器・土器残欠 9点
- 墨書土器残欠 4点
- 土製品 176点
- 石刀 1点
- 九輪残欠 1点

山王・市川橋遺跡出土
- 瓦残欠 5点
- 陶磁器・土器 272点
- 墨書土器・刻書土器・漆描土器 104点
- 土製品 41点
- 石製品 13点
- 木製品 96点
- 金属製品 50点
- 漆漉布 2点
- 鹿角鳴鏑 1点
- 卜骨 5点

## アクセス
- 鉄道：JR東北本線（仙石東北ライン）国府多賀城駅より政庁跡まで徒歩約10分。
- 駐車場（無料）：
  - 東門跡北側に約15台分（北緯38度18分38.29秒 東経140度59分30.93秒 / 北緯38.3106361度 東経140.9919250度）
  - 政庁跡北東側に舗装約20台分（北緯38度18分26.38秒 東経140度59分19.54秒 / 北緯38.3073278度 東経140.9887611度）
  - 政庁跡南側の南北道路階段下に約20台分（北緯38度18分17.15秒 東経140度59分17.96秒 / 北緯38.3047639度 東経140.9883222度）
  - 多賀城南門跡および多賀城碑の近くに6台分（北緯38度18分10.97秒 東経140度59分16.37秒 / 北緯38.3030472度 東経140.9878806度）
- 最寄IC：三陸自動車道・多賀城IC

## 周辺
- 東北歴史博物館 - 出土物の多くを収蔵。
- 多賀城碑
- 末の松山
- 多賀神社
- 浮島神社
- 多賀城神社
- 陸奥総社宮
- 鹽竈神社（塩竈市）

### 注
1. ↑  『日本三代実録』ではその被災状況を「城郭倉庫　門櫓墻壁　頽落顛覆」とし、其の数を知らずとする。また「屋仆（おくふ）圧死」する者が出たことは記されるが、圧死者数に関して言及はない。
2. ↑  『日本三代実録』ではその被災状況を「海口哮吼 聲似雷霆 驚濤涌潮 泝洄漲長 忽至城下 去海數十百里 浩々不辨其涯諸 原野道路 惣爲滄溟 乘船不遑 登山難及 溺死者千許 資産苗稼 殆無孑遺焉」とする。
3. ↑  平成28年（2016）には、鎮守府の存在を裏付ける初めての考古資料として「府符」銘の木簡が出土している[10]。
4. ↑  第五の柵は中山柵か[11]。
5. ↑  旧称「高崎廃寺」、城下の山王遺跡の発掘調査では「観音寺」の墨書土器が出土している。
6. ↑  末の松山、沖の井（沖の石）、浮島、おもわくの橋などがある。
7. ↑  国府用に由来。南宮荘・岩切村・村岡村ほか。
8. ↑  陸奥介らは八幡荘・中野郷・萩薗郷・蒲生郷を私領化。その多くは津波被災地。